# Ріверсайд Тауншип (Нью-Джерсі)
Ріверсайд Тауншип (англ. Riverside Township) — селище (англ. township) в США, в окрузі Берлінгтон штату Нью-Джерсі. Населення — 8003 особи (2020).

## Демографія
Згідно з переписом 2010 року, у селищі мешкало 8079 осіб у 2959 домогосподарствах у складі 2027 родин. Було 3147 помешкань
Расовий склад населення:
| - 80,2 % — білих - 6,4 % — чорних або афроамериканців - 1,0 % — азіатів - 0,3 % — корінних американців - 7,0 % — осіб інших рас |

До двох чи більше рас належало 5,1 %. Частка іспаномовних становила 11,3 % від усіх жителів.
За віковим діапазоном населення розподілялося таким чином: 23,1 % — особи молодші 18 років, 66,4 % — особи у віці 18—64 років, 10,5 % — особи у віці 65 років та старші. Медіана віку мешканця становила 36,3 року. На 100 осіб жіночої статі у селищі припадало 101,5 чоловіків;  на 100 жінок у віці від 18 років та старших — 99,6 чоловіків також старших 18 років.
Середній дохід на одне домашнє господарство  становив 63 883 долари США (медіана — 54 492), а середній дохід на одну сім'ю — 68 589 доларів (медіана — 60 951). Медіана доходів становила 44 827 доларів для чоловіків та 38 846 доларів для жінок. За межею бідності перебувало 11,6 % осіб, у тому числі 17,4 % дітей у віці до 18 років та 5,6 % осіб у віці 65 років та старших.
Цивільне працевлаштоване населення становило 4277 осіб. Основні галузі зайнятості: освіта, охорона здоров'я та соціальна допомога — 17,3 %, роздрібна торгівля — 13,6 %, виробництво — 10,2 %, мистецтво, розваги та відпочинок — 9,5 %.